# Hasnaâ Ferreira
Pour les articles homonymes, voir Ferreira.
Hasnaâ Ferreira est une chef chocolatière de Bordeaux. Elle a remporté de nombreuses récompenses et a notamment reçu Award de la Meilleure chocolatière de l’année 2016.

## Biographie
Hasnaâ Ferreira, dernière de sa fratrie, naît en 1983 à Casablanca, au Maroc, d’une mère infirmière et d’un père entrepreneur.
À 16 ans, elle devient mannequin pour occuper son temps-libre. En parallèle, elle effectue un BTS d'assistante de direction , puis elle réalise un master en communication et marketing.
Ils se marient à Casablanca puis quittent finalement le Maroc pour la France, dans le but de se rapprocher de la famille de son mari.
Arrivés en France en 2009, le couple s'installe à Pompignac, à 20 km à l’est de Bordeaux. Après 9 mois de chômage, H. Ferreira travaille en tant que secrétaire, un travail qui l’ennuie. Elle songe alors à se reconvertir et suivre une formation à l'Institut national de la boulangerie pâtisserie, qui forme au métier de chocolatier. C’est lorsqu’elle reçoit sa lettre de licenciement et qu’elle apprend sa sélection pour la saison 2012 de l’émission Masterchef, que sa vie prend définitivement un autre tournant.

### Carrière de chocolatière
Grâce à un pari avec son mari, elle s’inscrit à la saison 2012 de l’émission MasterChef. Elle atteint la 9e place et se fait remarquer auprès du jury.
Elle réalise un premier stage chez le chef Michel Portos au Saint-James à Bouliac, puis un stage chez Gaston Lenôtre. Elle travaille ensuite chez le chocolatier bordelais Saunion où elle effectue un stage de 15 jours, finalement, le chocolatier, conquis par son talent lui propose de rester 3 mois de plus pour les fêtes de Noël.
À la suite de ses nombreuses expériences auprès des grands chocolatiers, elle part à Rouen pour 6 mois de formation intensive. Elle décroche son CAP chocolatier-confiseur pour adulte en reconversion à 29 ans et termine major de sa promotion en juin 2013 avec les honneurs du jury.
En novembre 2014, en association avec son mari, elle ouvre sa première boutique portant le nom de Hasnaâ chocolat Grand Cru, rue Fondaudège à Bordeaux,. Sa seconde boutique voit le jour, rue de la Vieille-Tour à Bordeaux, en août 2016.
Elle vend également ses produits dans une boutique à Paris du nom de Jeune Homme et sur internet. Elle exporte aussi ses produits au Japon.
Ses chocolats sont exposés dans deux épiceries fines à Bordeaux, en plus de ses boutiques.
Elle crée sa propre fèverie en 2018, où elle confectionne ses chocolats premiers crus qu’elle sélectionne via des sourceurs.
Sa marque de fabrique : travailler les premiers crus de plantation, un gage de qualité. Elle a d'ailleurs rejoint le cercle restreint des chocolatiers français qui torréfient eux-mêmes leurs fèves. On lui doit la formule « une plus un égal trois ».

### Vie privée
Elle rencontre son futur mari, Vincent, Directeur Artistique, lors d’un de ses shootings de photo. Son mari, graphiste à Bordeaux, la soutient et l’épaule dans tout ce qu’elle entreprend. Ils sont parents de Sofia et Aya.

## Récompenses
En 2015, elle est nommée Jeune Espoir du Salon du Chocolat de Paris par le Club des Croqueurs de Chocolat (CCC). La même année, le couple est nommé Lauréat du Réseau Entreprendre Aquitaine.
Repérée par le Club des Croqueurs de Chocolat (CCC) en 2015, elle participe à un test de dégustation à l’aveugle de 4 chocolats devant plus de 700 chocolatiers internationaux.
Le 28 octobre 2016, à 34 ans, elle décroche l'Award de la Meilleure chocolatière de l’année ainsi que la Tablette d’Or, équivalent de 3 étoiles du guide Michelin dans le domaine du chocolat.
Elle a également eu l'honneur d'être lauréate d'or des trophées des femmes de l'économie catégorie femme chef d'entreprise prometteuse en juin 2016.
Par ailleurs, courant 2016, elle gagne deux fèves d’Or par le club de cacao pour sa ganache noir Sao Tomé 67 % et son praliné lait à la coriandre.
L’année suivante, elle est sacrée Tablette d'Or par le Club des Croqueurs de Chocolat et obtient le Prix de l'Excellence Artisanale en Catégorie Espoir.
L’année 2018, très prometteuse elle aussi, lui permettra de remporter l’Award for Excellence in Branding dans le concours de Travel & Hospitality Awards. Durant cette année, elle est nommée « Coup de cœur du jury » et reçoit le prix de l'Export lors des World Connections.
Enfin en 2019, elle décroche l’argent et le bronze dans le Bean to Bar Europe Middle East Africa de la compétition International Chocolate Award.